# Istolacio
Istolacio fue un caudillo y jefe militar de los turdetanos, cuya actividad se produjo durante el siglo III a. C.
Dotado de gran prestigio, organizó un gran ejército con turdetanos y tropas celtíberas e íberas para oponerse a la invasión cartaginesa de Amílcar Barca.

## Biografía
Diodoro Sículo describe a Istolacio como un estratega celta al servicio de los turdetanos, y le describe acompañado de un hermano que actuaba como lugarteniente. Este hermano ha sido popularmente identificado como Indortes, sucesor de Istolacio, pero el texto de Diodoro no parece tratarlos como el mismo. 
Cuando Amílcar y su contingente mercenario invadieron el valle del Guadalquivir en 220 a. C., Istolacio le fue al encuentro con un ejército recabado de los pueblos turdetano e íberos de la región. Sin embargo, no estando preparados para la variedad y estrategia de las fuerzas cartaginesas, que incluían elefantes de guerra, fueron derrotados. Istolacio mismo fue torturado y crucificado.

Luchando (Amílcar) contra los íberos y los tartesios, con Istolacio, general de los celtas, y su hermano, dio muerte a todos, entre ellos a los dos hermanos, con otros sobresalientes jefes, y alistó a sus propias órdenes tres mil, que había apresado con vida.